# ديكسون إيتوهو
ديكسون باول إيتوهو Dickson Etuhu (بالإنجليزية: Dickson Etuhu)‏، من مواليد 8 يونيو 1982 في كانو في نيجيريا، لاعب كرة قدم نيجيري.
بدأ مسيرته الكروية مع نادي مانشستر سيتي الإنجليزي في عام 2000، ولعب معهم حتى عام 2002، وشارك معهم في 12 مباراة، وفي عام 2002 انتقل إلى نادي برينستون نورث إند الإنجليزي، ولعب معهم حتى عام 2006، وشارك معهم في 134 مباراة وسجل 17 هدف، وفي موسم 2005/2006 أعير إلى نادي نوريتش سيتي الإنجليزي، ولعب معهم 19 مباراة، وفي موسم 2006/2007 انتقل إلى نادي نوريتش سيتي الإنجليزي، ولعب معهم 43 مباراة وسجل 6 أهداف، ومنذ عام 2007 وهو يلعب مع نادي سندرلاند الإنجليزي.
منذ عام 2007 وهو يلعب مع منتخب نيجيريا لكرة القدم.

## روابط خارجية
- ديكسون إيتوهو على موقع الاتحاد الدولي (مؤرشف)  (الإنجليزية)
- ديكسون إيتوهو على موقع قاعدة بيانات كرة القدم.إي يو (الإنجليزية)
- ديكسون إيتوهو على موقع ناشيونال فوتبول تيمز (الإنجليزية)
- ديكسون إيتوهو على موقع Soccerbase.com (لاعب) (الإنجليزية)
- ديكسون إيتوهو على موقع Soccerway.com (الإنجليزية)
- ديكسون إيتوهو على موقع عالم كرة القدم.نت (الإنجليزية)
- ديكسون إيتوهو على موقع كووورة